# Лесной пожар в Форте Мак-Муррей
Лесной пожар в Форте Мак-Муррей (англ. 2016 Fort McMurray wildfire), также известный как Пожар у реки Хорс (англ. Horse River Fire) — крупный лесной пожар в Альберте и Саскачеване, Канада.
1 мая 2016 года пожар начался к юго-западу от Форта Мак-Муррей, провинция Альберта. 3 мая 2016 года пожар добрался до населённого пункта, уничтожив около 2400 домов и сооружений, ввиду чего властям провинции пришлось провести крупнейшую по масштабам эвакуацию в истории Альберты. Пожар продолжил распространяться по Северной Альберте и в Саскачеване, в результате чего разработка Атабаскского месторождения была приостановлена. Огонь распространился примерно на 590 000 гектаров. Это самый «дорогостоящий пожар» в истории Канады.

## История

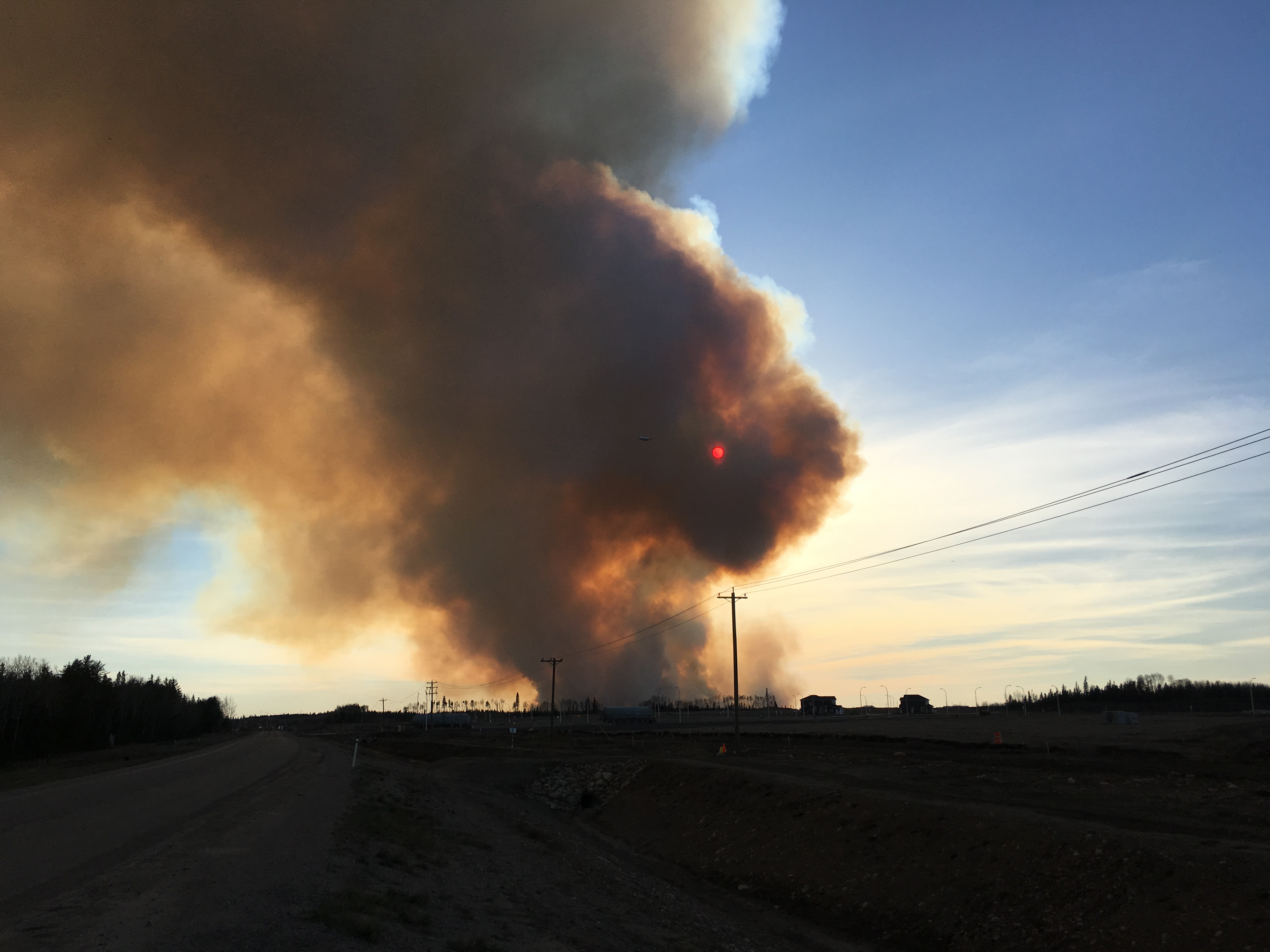
Огонь возле Форта Мак-Муррея 1 мая 2016 года

Изначально локальное чрезвычайное положение было объявлено 1 мая в 21:57 (03:57 UTC 2 мая) в трейлерном парке Сентенниал, а также в районах Прейри-крик и Грегуар. В 21:50 4 мая поступило сообщение, что 88 000 человек было успешно эвакуировано, о несчастных случаях и травмах не сообщалось, однако два человека погибло в автомобильной катастрофе во время проведения эвакуации. Несмотря на принудительную эвакуацию, сотрудники водоканала остались в Форте Мак-Муррей, для обеспечения пожарных водой.
4 мая власти регионального муниципалитета Вуд Буффало сообщили, что посёлки Бэкон-Хилл, Абасанд и Уотервейс были серьёзно повреждены. Правительство Альберты объявило чрезвычайное положение и заявило, что 1600 зданий было разрушено пожарами. Полностью уничтожено 10 000 гектаров земли. Беженцам, которые двигались на север, в сторону Форта Мак-Муррей, посоветовали остаться на месте и не двигаться в сторону 63-го шоссе. В 16:05 (22:05 UTC) пожар перешёл с шоссе №63 на шоссе №69, и начал угрожать аэропорту Мак-Муррея, который к тому времени уже прекратил работу. К 5 мая площадь пожаров стала настолько большой, что появилась угроза огненного смерча.

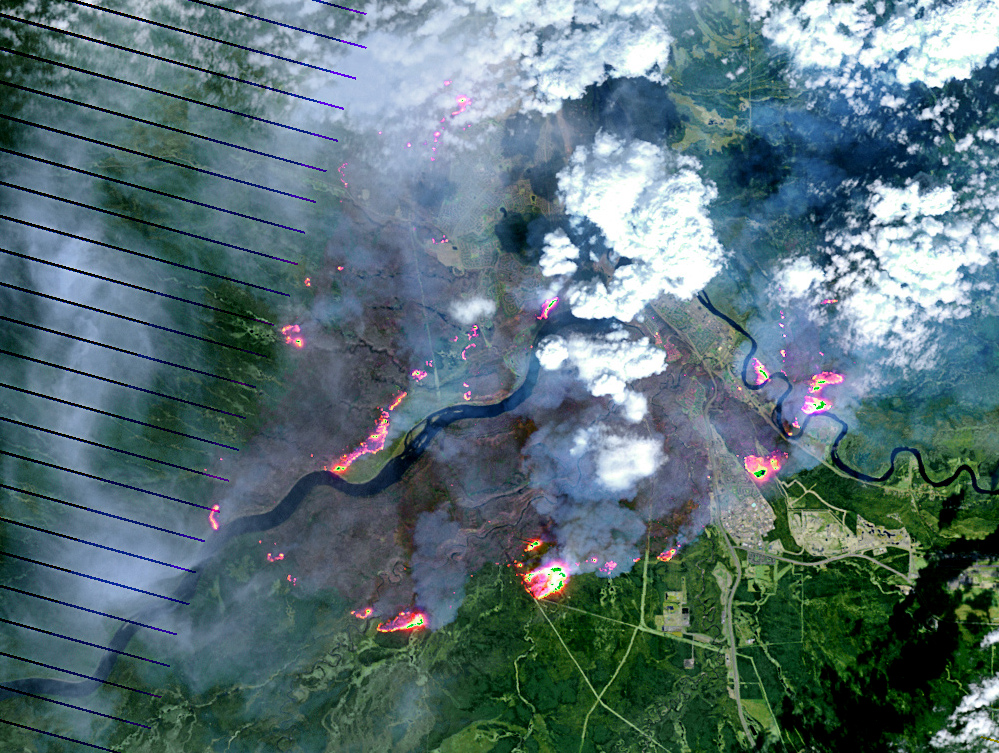
Спутниковые снимки выгоревшей территории после пожара 4 мая 2016 года

5 мая огонь распространился ещё на 85 000 гектаров, была произведена дополнительная эвакуация в населённые пункты Анзак и Грегуар-Лейк-Эстейтс. Эти города уже приняли более 8000 человек во время начальной эвакуации, и правительство Альберты объявило о плане переброски туда ещё от 8000 до 25 000 человек, которые были эвакуированы с нефтяного месторождения к северу от Форта Мак-Муррея, при помощи Королевских ВВС Канады и самолётов Lockheed C-130 Hercules. Для борьбы с огнём использовалось 1100 человек личного состава, 45 вертолётов, 138 единиц тяжелой техники и 22 пожарных самолёта.
6 мая огонь окончательно вышел из-под контроля и распространился на 100 000 гектаров , 7 мая ещё на 156 000 гектаров.. Площадь возгорания, как и ожидалось, удвоилась и достигла западной границы Саскачевана.
Пожар продолжил распространяться и на следующей неделе вызвал эвакуацию 19 нефтяных площадок и лагерей с рабочим составом порядка 8000 человек. Огонь продолжил распространение и с 16 мая (285 000 гектаров) достиг отметки в 504 443 гектара, по состоянию на 21 мая, плюс 741 гектар на территории Саскачевана. В то же время плохое качество воздуха по-прежнему не позволяло жителям Форта Мак-Мюррея вернуться в город. В середине июня дожди и более низкие температуры помогли пожарным локализовать пожар, и 4 июля 2016 было объявлено, что распространение пожара взято под контроль. Также канадские власти заявили, что на полное тушение лесного пожара уйдёт несколько месяцев.

## Помощь
Правительство Альберты объявило чрезвычайное положение в Форте Мак-Муррей и выдало официальный запрос о помощи от Канадских вооруженных сил. Правительство и Министерство национальной обороны подписали меморандум о взаимопонимании 4 мая, с просьбой о помощи и использовании вертолетов для проведения спасательной операции. Вскоре после этого C-130 Hercules вылетел с базы города Трентон, вертолёты были отправлены в пострадавшие районы. Правительство Альберты также попросило помощи у правительства Онтарио, и Отнарио обязалось направить 100 пожарных и 19 наблюдателей. Канаде официально предложили свою помощь многие страны, в том числе и Россия. 5 мая четыре пожарных самолёта Bombardier 415 вылетели из провинции Квебек.
Австралия, Израиль, Мексика, Палестина, Россия, Тайвань и США предложили свою помощь, однако все запросы были отклонены премьер-министром Канады Джастином Трюдо. Трюдо отметил, что он высоко ценит желание других стран помочь с ситуацией, однако считает эту помощь лишней, т. к. канадские пожарные к тому времени уже получили контроль над ситуацией. ЮАР, по просьбе канадского межведомственного лесопожарного центра, в конце мая направила в страну 301 пожарного. В апреле южноафриканцы прошли обучение в лагере, однако менее чем через неделю после они вышли на забастовку из-за заработной платы и были исключены из состава.
Премьер-министр Джастин Трюдо посетил Форт Мак-Муррей 13 мая, чтобы осмотреть населённый пункт, и обещал постоянную помощь от федерального правительства в ближайшие месяцы. Генерал-губернатор Канады Дэвид Ллойд Джонстон и Софи, графиня Уэссекса посетили руины Бэкон-Хилла в районе Форта Мак-Муррея 24 июня 2016.

## Причины и факторы
Официальная причина пожара пока не установлена, но есть подозрения, что пожар возник по вине человека.
Во время начала пожара в Форте Мак-Муррее установилась сухая, жаркая погода. 3 мая температура поднялась 32,8 °С, при относительной влажности в районе 12%. 4 мая ситуация ещё более обострилась. Зима 2015-16 гг. была бесснежная, а тот снежный покров, что был, растаял очень быстро. В сочетании с высокими температурами это создало т. н. «идеальный шторм» (идеальные условия для образования лесного пожара).

## Повреждения

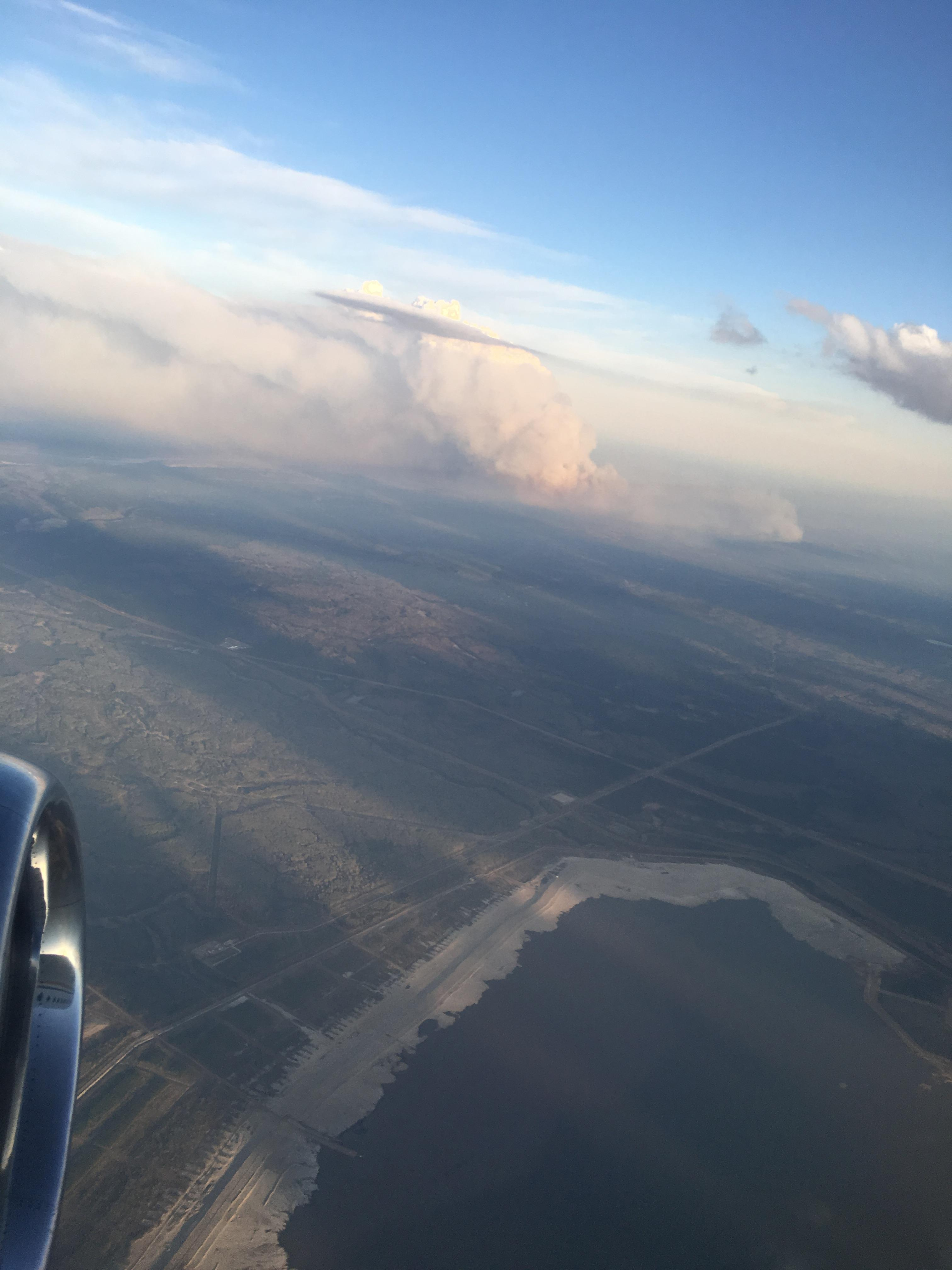
Аэрофотоснимок

### Посёлки и инфраструктура
4 мая было заявлено, что в Форте Мак-Муррее было уничтожено до 1600 домов. Серьёзный ущерб был нанесён городским электросетям. В ночь с 16 на 17 мая в городе прогремело два взрыва, в результате чего было повреждено 10 домов, ещё три было полностью уничтожено.
По состоянию на 11:55 (MDT) 6 мая власти регионального муниципалитета Вуд-Буффало предоставили следующий список:
- Анзак — разрушено 12 домов, в 36 километрах к юго-востоку от Форта Мак-Муррея
- Аэропорт Мак-Муррея — незначительные повреждения
- Абасанд — 50 % домов разрушено
- Бэкон-Хилл — 70 % домов разрушено
- Дикенсфилд — два дома разрушено
- Центр города — один дом разрушен
- Грейлинг-Террас — четыре дома разрушено и шесть повреждено
- Грегуар — не пострадал
- Норт-Парсонс — разрушено одно строение (школа)
- Сэлин-Крик — не пострадал
- Сэпрей-Крик — 30 % домов получили серьёзные повреждения
- Стоун-Крик — активная зона
- Месторождение Атабаска — активная зона, по последним данным уничтожен один рабочий лагерь.
- Тимберлеа — 13 трейлеров
  - Блэкбёрн-Драйв— три строения уничтожены
  - Уолнут-Кресент — около 15 строений уничтожено
  - Стоун-Крик — уничтожено примерно 225 жилых домов.
- Сиквуд — один дом разрушен
- Уотеруэйс — 90 % строений разрушено
- Вуд-Баффало — уничтожено около 100 домов

По состоянию на 18 мая, из 19 244 строений, которые прошли проверку, 1921 строение было уничтожено, 17 156 строений уцелело, 121 строение получило средние повреждения, 39 строений находятся в аварийном состоянии, ещё 7 строений нужно проверить в ближайшее время.

### Финансовые потери
Первоначальные страховые выплаты оцениваются приблизительно в CAN$9 млрд, т. о. этот лесной пожар стал самой «дорогостоящей» катастрофой в истории Канады, побив рекорд гололёда 1998 года ($1,9 млрд). После проверки всех зданий, 7 июля власти подсчитали окончательный ущерб — он составил порядка $3,58 млрд. 

### Расписание
Жителям было разрешено въезжать в город по следующему графику:
- Зона 1 (1 июня) — Лауэр-Таунсайт, Анзак, Грегуар-Лейк-Эстейтс.
- Зона 2 (2 июня) — Парсонс-Крик, Стоун-Крик, Тимберлеа, Игл-Ридж, Дикенсфилд.
- Зона 3 (3 июня) — Сиквуд, Вуд-Баффало.
- Зона 4 (а) (3 июня) — Грегуар, Прейри-Крик, Сапрае-Крик-Эстейтс.
- Зона 4 (b) (4 июня) — Грейлинг-Террас, Дрейпер[58][61][62].
  - Зона 4 (b) ограниченные районы (въезд только с 8 июня) — Уотеруэйс, Абасанд, Бэкон-Хилл[63][64].